# Edith Charlotte Price
Edith Charlotte Price (1872–1956) foi uma jogadora de xadrez do Reino Unido, cinco vezes vencedora do Campeonato Britânico Feminino e duas participando do Campeonato Mundial Feminino de Xadrez. Ela venceu em 1922, 1923, 1924, 1928, e 1948 sendo que na última ocasião tinha 76 anos de idade sendo a mais velha jogadora de xadrez a vencer um campeonato nacional. Edith ficou em sexto na primeira edição do mundial Feminino em Londres (1927) e em segundo lugar em Folkestone (1933), sendo ambas as competições vencidas por Vera Menchik.